# Західний Гламорган
Західний Гламорган (валл. Gorllewin Morgannwg) — колишнє адміністративне графство в Південному Уельсі. Тепер це збережений округ.
Західний Гламорган був одним із підрозділів стародавнього графства Гламорган. Він був створений 1 квітня 1974 року згідно з Законом про місцеве самоврядування 1972 року з округу Свонсі, муніципальних районів Ніт і Порт-Толбот, міських округів Глінкоррвг і Ллвчвр, сільського округу Гауер, сільського округу Понтардаве та всього Ніту Сільський округ, крім парафії Ригос. З 1982 року головні офіси Ради графства Західний Гламорган розташовувалися в графстві Хол, Суонсі.
Західний Гламорган мав чотири округи, а саме:
- Свонсі – Swansea CB і Gower RD
- Lliw Valley – Llwchwr і Pontardawe RD
- Ніт – Ніт і Ніт Р.Д
- Порт-Толбот – Порт-Толбот і Glyncorrwg

Відповідно до Закону про місцеве самоврядування (Уельс) 1994 року, Західний Гламорган та його складові округи були скасовані 1 квітня 1996 року, територія була розділена на дві унітарні органи влади Свонсі та Ніт та Порт-Толбот (пізніше змінений на «Ніт-Порт-Толбот»). Долина Львова була поділена між двома владами. Для обмежених функцій лейтенантів і верховних священнослужителів було створено графство, що збереглося у Західному Гламоргані.